# メーメット・ショル
メーメット・ショル（Mehmet Scholl, 1970年10月16日 - ）は、ドイツ・カールスルーエ出身の元同国代表サッカー選手、現サッカー指導者。現役時代のポジションは攻撃的MF。

## 経歴
トルコ人の父とドイツ人の母の間に生まれる。母親の再婚後、ドイツ人の継父姓であるショルを名乗る。
SVノルトヴェスト・カールスルーエにてサッカー選手としてのスタートを切る。その後カールスルーエSCの下部組織に移籍、ビンフレート・シェーファー監督のもと1989年にプロデビューを果たした。
1992年にバイエルン・ミュンヘンへ移籍後、すぐにレギュラーポジションを獲得。2006-07シーズンの現役引退までバイエルン一筋でプレーし続け、カールスルーエSC時代からのチームメイトであったオリバー・カーンと共に過去最多15個のタイトルホルダーとしてクラブ史に名を残している。幾度かの怪我もあったが2000年ブンデスリーガ所属の全選手投票によるドイツ年間最優秀選手賞を受賞するなど、ブンデスリーガを代表する選手であった。

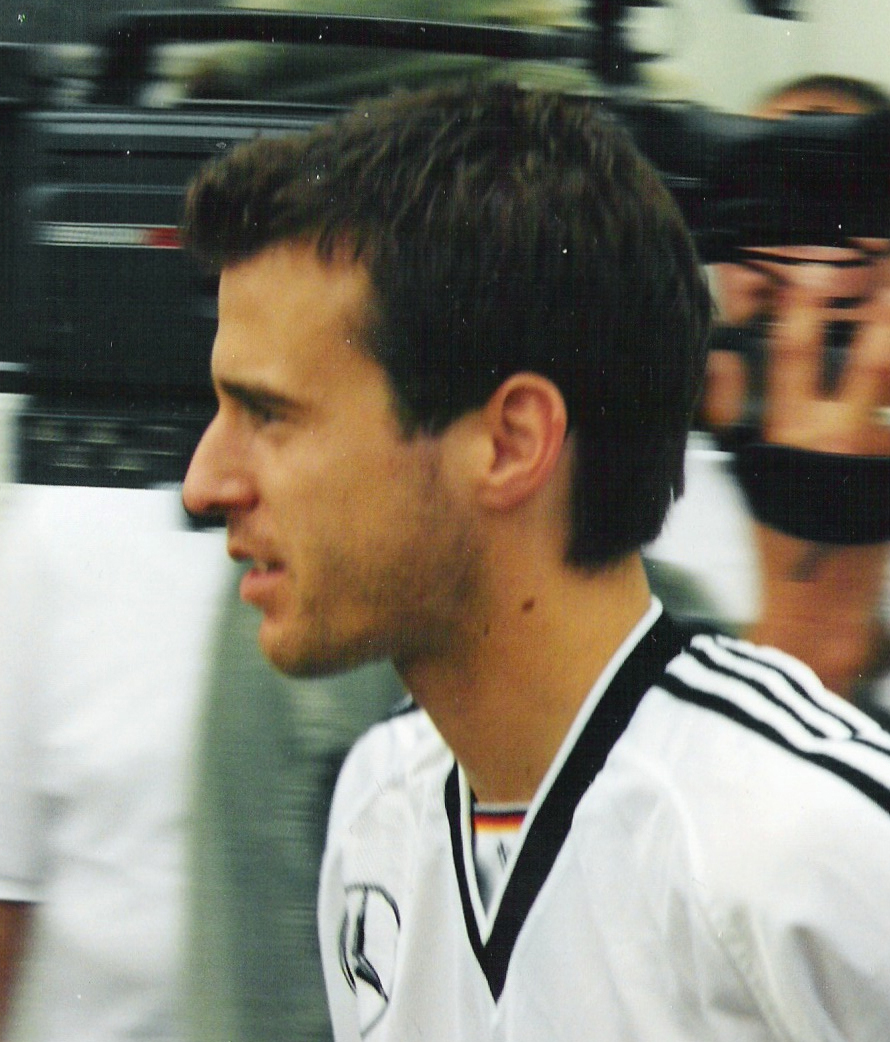
ドイツ代表時代（1999年）

代表デビュー1995年4月26日のウェールズ代表戦。1996年のEURO1996優勝に貢献したが、1998年のワールドカップ・フランス大会ではベテラン中心で代表を構成したため無念の代表落ちとなる。EURO2000では代表に復帰、守備的なポジションでのプレーを余儀なくされるが、「過去最低」と酷評の的となったドイツ代表で、唯一人ゴールを決めた選手も彼であった。その後ルディ・フェラー監督就任と同時にショル中心の代表の再建に取りかかるも、再び怪我によって代表を離れ、その後オリバー・カーンの説得も空しく2002年のワールドカップ・日韓大会代表入りを辞退している。通算36試合出場8得点。
2006年12月に2006-07シーズン終了後の現役引退を表明。2007年5月19日、34節の1.FSVマインツ05戦にて2ー0となる得点を決め有終の美を飾った。2007年8月16日にはFCバルセロナをアリアンツ・アレーナに招いて引退試合が行われた（結果はバルセロナが1-0で勝利）。
2008年春にはドイツ指導者B級ライセンスを獲得。同年10月からはバイエルン・ミュンヘン、U13ジュニア部門のコーチとして若手の育成に努めている。2009年4月には3部リーグでプレーするFCバイエルン・ミュンヘンII監督ゲルハルト・ヘアマンのトップチーム副監督就任に伴い、バイエルンII監督として仮就任。2009年末にA級ライセンス獲得したが、2010年４月にはバイエルンII監督を辞任。2012年３月にドイツサッカー連盟（DFB）認定のUEFAプロライセンスを獲得している。

## 人物
バイエルン・ミュンヘンのゼネラルマネージャー、ウリ・ヘーネスとは父子のような信頼関係で結ばれており、現役時代から交流も深く、引退試合ではこらえきれずに涙を流すゼネラルマネージャーの姿が見られた。思った事を口にする性格故にトラブルも多く、またその精神的な弱さを指摘された事もあったが、反面そのプレースタイルとキャラクターはモーリッツ・ブライプトロイ、ルーカス・グレゴロヴィッツの出演する映画「Lammbock」で主人公が常に好意的にショルについて語ることからもわかるように多くのファンを生んだ。またインディー・ロックなどの音楽好きでも知られ、コンピレーションアルバムを出すなどしている。2009年からは本業のかたわら、バイエルンラジオ放送にて自分の音楽番組を持ちディスクジョッキーとしても活動、また2011年にはティル・ホフマン、ゲルト・バウマンと共にレコードレーベル、Millaphonを設立している。ドイツ公共放送局ARDのサッカー解説者としても人気、2014年まで契約を延長している。
息子のルーカス・ショルもプロのサッカー選手であり、2016年現在、FCバイエルン・ミュンヘンIIに所属している。

## 個人成績
| クラブ         | シーズン | 国内リーグ | 国内リーグ | 国内カップ戦 | 国内カップ戦 | 国内カップ戦   | 国内カップ戦   | 欧州カップ戦 | 欧州カップ戦 | 合計 | 合計 |
| クラブ         | シーズン | 出場       | 得点       | 出場         | 得点         | 出場           | 得点           | 出場         | 得点         | 合計 | 合計 |
| クラブ         | シーズン | ブンデス   | ブンデス   | ポカール     | ポカール     | リーガポカール | リーガポカール | UEFA         | UEFA         | 合計 | 合計 |
| -------------- | -------- | ---------- | ---------- | ------------ | ------------ | -------------- | -------------- | ------------ | ------------ | ---- | ---- |
| カールスルーエ | 89-90    | 3          | 1          | 0            | 0            | -              | -              | -            | -            | 3    | 1    |
| カールスルーエ | 90-91    | 27         | 6          | 1            | 0            | -              | -              | -            | -            | 28   | 6    |
| カールスルーエ | 91-92    | 28         | 4          | 2            | 1            | -              | -              | -            | -            | 30   | 5    |
| バイエルン     | 92-93    | 31         | 7          | 2            | 0            | -              | -              | -            | -            | 33   | 7    |
| バイエルン     | 93-94    | 27         | 11         | 2            | 1            | -              | -              | 4            | 1            | 33   | 13   |
| バイエルン     | 94-95    | 31         | 9          | 1            | 0            | 1              | 0              | 10           | 3            | 43   | 12   |
| バイエルン     | 95-96    | 30         | 10         | 2            | 0            | -              | -              | 11           | 5            | 43   | 15   |
| バイエルン     | 96-97    | 23         | 5          | 3            | 1            | -              | -              | 2            | 0            | 28   | 6    |
| バイエルン     | 97-98    | 32         | 9          | 6            | 2            | 2              | 0              | 12           | 3            | 48   | 11   |
| バイエルン     | 98-99    | 13         | 4          | 2            | 0            | 0              | 0              | 3            | 0            | 18   | 4    |
| バイエルン     | 99-00    | 25         | 6          | 3            | 1            | 2              | 0              | 12           | 3            | 42   | 10   |
| バイエルン     | 00-01    | 29         | 9          | 1            | 1            | 2              | 1              | 16           | 5            | 48   | 16   |
| バイエルン     | 01-02    | 18         | 6          | 3            | 1            | 0              | 0              | 2            | 0            | 23   | 7    |
| バイエルン     | 02-03    | 18         | 4          | 4            | 0            | 1              | 0              | 4            | 0            | 27   | 4    |
| バイエルン     | 03-04    | 5          | 0          | 2            | 1            | 1              | 0              | 1            | 0            | 9    | 1    |
| バイエルン     | 04-05    | 20         | 3          | 2            | 1            | 0              | 0              | 5            | 1            | 27   | 5    |
| バイエルン     | 05-06    | 18         | 3          | 3            | 2            | 0              | 0              | 6            | 0            | 27   | 5    |
| バイエルン     | 06-07    | 14         | 1          | 1            | 0            | 1              | 0              | 4            | 0            | 20   | 1    |
| 通算           | 89-07    | 392        | 98         | 40           | 12           | 10             | 1              | 88           | 18           | 530  | 129  |

## タイトル
クラブ
- バイエルン・ミュンヘン
  - ブンデスリーガ優勝（1994、1997、1999、2000、2001、2003、2005、2006年）
  - DFBポカール優勝（1998、2000、2003、2005、2006年）
  - DFLリーガポカール優勝（1997、1998、1999、2000、2004年）
  - UEFAチャンピオンズリーグ優勝（2001年）
  - UEFAカップ優勝（1996年）
  - インターコンチネンタルカップ優勝（2001年）

代表
- UEFA EURO 1996優勝